# Ruth (Kalifornia)
Ruth – jednostka osadnicza w Stanach Zjednoczonych, w stanie Kalifornia, w hrabstwie Trinity.